# Mount Norvegia
Mount Norvegia är ett berg i Antarktis. Det ligger i Östantarktis. Australien gör anspråk på området. Toppen på Mount Norvegia är 1 340 meter över havet.
Terrängen runt Mount Norvegia är kuperad söderut, men norrut är den platt. Trakten är obefolkad. 